# ケムニッツ行政管区
ケムニッツ行政管区、またはケムニッツ県（Regierungsbezirk Chemnitz）は、ドイツ連邦共和国のザクセン州を構成する行政管区の一つで、1991年から2008年までの間に存在した。2008年8月からはケムニッツ管理区域（de:Direktionsbezirk Chemnitz）となり、2012年3月からはザクセン州の他の二つの行政地域（ドレスデン管理区域 de:Direktionsbezirk Dresden、ライプツィヒ管理区域 de:Direktionsbezirk Leipzig）と共にザクセン州総局（de:Landesdirektion Sachsen）に統合された。
その領域はほぼ旧東ドイツにおけるカール＝マルクス＝シュタット県を継承するが、果たす権能は大きく異なっていた。
ザクセン州は3つの行政管区で構成され、ケムニッツ行政管区は州の南西部にあたる地域を管轄していた。

## 行政構成
ケムニッツ行政管区を構成していた郡は以下の通り。
1. アナベルク郡（Landkreis Annaberg）
2. アウエ＝シュヴァルツェンベルク郡（Landkreis Aue-Schwarzenberg）
3. ケムニッツ郡（Landkreis Chemnitzer Land）
4. フライベルク郡（Landkreis Freiberg）
5. ミットレラー・エルツゲビルク郡（Mittlerer Erzgebirgskreis）
6. ミットヴァイダ郡（Landkreis Mittweida）
7. シュトルベルク郡（Landkreis Stollberg）
8. フォークトラント郡（Vogtland Kreis）
9. ツヴィッカウ郡（Landkreis Zwickauer Land）

ケムニッツ行政管区内の独立市は以下の通り。
1. ケムニッツ（Chemnitz）
2. プラウエン（Plauen）
3. ツヴィッカウ（Zwickau）